# Druhny (film 2011)
Druhny (ang. Bridesmaids) – amerykańska komedia z 2011 roku w reżyserii Paula Feiga. Zdjęcia kręcono w Milwaukee.

## Fabuła
Annie (Kristen Wiig) mieszka w Milwaukee, nie ma pieniędzy, a na dodatek jest nieszczęśliwie zakochana. Z tej beznadziejnej sytuacji wyrywa ją wiadomość, że jej najbliższa przyjaciółka, Lillian (Maya Rudolph), zaręczyła się właśnie z przystojnym Dougiem (Tim Heidecker). Annie postanawia zrobić wszystko, by zostać jej druhną i poprowadzić ją ku małżeństwu.
Annie rzuca się w wir przygotowań i poznaje pozostałe druhny – Ritę (Wendi McLendon-Covey), Beccę (Ellie Kemper), Megan (Melissa McCarthy) i Helen (Rose Byrne). Ta ostatnia również chce być starszą druhną, przez co staje się największą rywalką Annie. Na domiar złego, Helen jest perfekcyjnie przygotowana do tej roli. Ostatecznie wybór Lillian pada jednak na najlepszą przyjaciółkę, co wcale nie znaczy, że Helen godzi się z porażką – wręcz przeciwnie.
Helen jest zdeterminowana, aby zostać gospodynią jednego z najbardziej wyszukanych wieczorów panieńskich. Annie przekonuje się, że rywalka ukradła jej wszystkie pomysły na paryskie przyjęcie. Dodatkowo, co jeszcze bardziej rani Annie, Helen zamówiła marmurową fontannę, z której wylewa się płynna czekolada. Annie jest gotowa iść na wojnę.

## Obsada
- Kristen Wiig jako Annie
- Maya Rudolph jako Lillian
- Rose Byrne jako Helen
- Melissa McCarthy jako Megan
- Ellie Kemper jako Becca
- Wendi McLendon-Covey jako Rita
- Chris O’Dowd jako oficer Nathan Rhodes
- Jill Clayburgh jako matka Annie
- Rebel Wilson jako Brynn
- Matt Lucas jako Gil
- Andy Buckley jako Perry Harris
- Jessica St. Clair jako Whitney
- Melanie Hutsell jako Carol
- Michael Hitchcock jako Don
- Tim Heidecker jako Dougie
- Kali Hawk jako Kahlua

i inni